# فرنسيس والتون
فرنسيس والتون (بالإنجليزية: Francis Walton)‏ (1832 - 14 يوليو 1871) هو لاعب كريكت بريطاني (وحمل سابقاً جنسية المملكة المتحدة لبريطانيا العظمى وأيرلندا). لعب مع نادي مقاطعة هامبشاير للكريكت ‏.

## وصلات خارجية
- فرنسيس والتون على موقع إي آس بي آن كريك إنفو (الإنجليزية)